# St. Oswald (Basse-Autriche)
Pour les articles homonymes, voir St. Oswald.
St. Oswald est une commune autrichienne du district de Melk en Basse-Autriche.